# Álvaro Pachón
Pachón  Morales est un nom espagnol. Le premier nom de famille, en général paternel, est Pachón ; le second, en général maternel, souvent omis, est Morales.
Pour les articles homonymes, voir Pachon (homonymie).
Álvaro Pachón Morales (né le 30 novembre 1945 à Bogota, département de Cundinamarca) est un coureur cycliste colombien des années 1960, 1970 et 1980.

## Biographie
Il a notamment remporté le Tour de Colombie (1971), le Tour du Táchira (1969, 1970 et 1974) et le Clásico RCN (1969). Vainqueur du Clásico RCN en 1971, il a été déclassé pour dopage au profit de Rafael Antonio Niño. Il récidive en 1974, où il est disqualifié du Tour de Colombie, après l'avoir remporté.
Il représente sa sélection nationale lors de deux Jeux olympiques. En 1968 à Mexico, il termine 15e de la course en ligne. Il a, également, participé aux Jeux olympiques de 1976 de Montréal, terminant 22e de l'épreuve sur route individuel,.
De plus, il porte à quatre reprises le maillot de la Colombie lors de championnats du monde amateurs.

## Équipes
- Amateurs :
  - 1964 :  Cundinamarca (sélection régionale)[6]
  - 1965 :  Totogol (club) et Cundinamarca (sélection régionale)[7]
  - 1966 :  Cundinamarca (sélection régionale)[8]
  - 1967 :  Cundinamarca (sélection régionale)[9]
  - 1968 :  Cundinamarca (sélection régionale)[10]
  - 1969 :  Pierce[11]
  - 1970 :  Pierce[12]
  - 1971 :  Singer[13]
  - 1972 :  Singer[14]
  - 1973 :  Singer[15]
  - 1974 :  Singer[16]
  - 1975 :  Singer[17]
  - 1976 :  Manzana de Eva[18]
  - 1977 :  Libreta de Plata[19]
  - 1978 :  Lotería de Cundinamarca[20]
  - 1979 :  Licorera - Lotería de Cundinamarca[21]
  - 1980 :  Droguería Yaneth[22]
  - 1981 :  Vinicola Los Fayles - Leche Sana[23]

## Palmarès
- Tour de Colombie
  - Vainqueur du classement général en 1971.
  - 2 fois sur le podium (3e en 1967 et en 1973)[24].
  - 11 victoires d'étape en 1968, 1969, 1971, 1973, 1974 et 1976[25].

- Clásico RCN
  - Vainqueur du classement général en 1969.
  - 5 victoires d'étape[26],[14].

- Tour du Táchira
  - Vainqueur du classement général en 1969.
  - Vainqueur du classement général en 1970.
  - Vainqueur du classement général en 1974.

- Ruta Mexico
  - Vainqueur du classement général en 1967.
  - Vainqueur du classement général en 1972.

- Jeux d'Amérique centrale et des Caraïbes
  -  Médaillé d'argent des 100 km par équipes en 1974[27].

## Résultats sur les championnats

### Jeux olympiques
Course en ligne
2 participations.
- 1968 : 15e au classement final[3].
- 1976 : 22e au classement final[4].

100 km par équipes
1 participation.
- 1976 : 23e au classement final[28].

### Championnats du monde amateurs
Course en ligne
4 participations.
- Montevideo 1968 : 15e au classement final[29].
- Montjuich 1973 : 33e au classement final[30].
- Mettet 1975 : 26e au classement final[31].
- San Cristóbal 1977 : 17e au classement final[32].

100 km par équipes
2 participations.
- Montevideo 1968 : 8e au classement final (avec Severo Hernández (en), Pedro Julio Sánchez et Miguel Samacá)[33].
- Montjuich 1973 : 10e au classement final (avec Edgar García, Luis Hernán Díaz et Miguel Samacá)[34].
- Mettet 1975 : 24e au classement final (avec Julio Alberto Rubiano, Manuel Ignacio León et Henry Cuevas (de))[35].

### Jeux d'Amérique centrale et des Caraïbes
100 km par équipes
1 participation.
- Saint Domingue 1974 :  2e au classement final.